# سيد إبراهيم (ممثل)
سيد إبراهيم (1943 - 23 أكتوبر 1987) ممثل مصري من مواليد 1934 (الأسم الحقيقي سيد محمد إبراهيم) بدأ مسيرته الفنية في بداية الستينيات مع فرقة ثلاثي أضواء المسرح، قدم في مسيرته القصيرة 62 عمل  بين المسرح والسينما والتليفزيون كان آخرها عام 1985 في مسلسل «رسول الإنسانية» للمخرج أحمد توفيق وتوفي في 23 أكتوبر 1987.

## أهم أعماله
فيلم «أبو الليل» للمخرج حسام الدين مصطفى عام 1960.
فيلم «أريد حباً وحناناً» للمخرج نجدي حافظ عام 1978.
فيلم «المزيكا في خطر» للمخرج محمود فريد عام 1976.
فيلم «أهلا يا كابتن» للمخرج محمد عبد العزيز عام 1978.

## وصلات خارجية
- سيد إبراهيم على موقع السينما
- سيد إبراهيم على موقع دهليز
- سيد إبراهيم على موقع IMDB
- سيد إبراهيم على موقع كاروهات